# Papyrus Chester Beatty VIII
Der Papyrus Chester Beatty VIII (Nr. 966 nach Rahlfs) sind zwei kleine Fragmente einer Papyrushandschrift aus dem späten 2. oder frühen 3. Jahrhundert, die zu den biblischen Chester-Beatty-Papyri gehören. Die Fragmente enthalten Teile des Buches Jesaja, nämlich die Kapitel 4,30–5,1, die Kapitel 9–14 und die Kapitel 23–24 in griechischer Sprache (Septuaginta). Der Text ist einspaltig in Unzialen geschrieben. Die Fragmente wurden vor Ende 1931 in Ägypten vom amerikanischen Sammler Alfred Chester Beatty erworben und befinden sich heute in der Chester Beatty Library in Dublin mit der Signatur P. Ch. Beatty VIII.
Dieser Papyrus ist nicht zu verwechseln mit dem medizinischen Papyrus Chester Beatty VIII (BM 10688), das Zaubersprüche gegen Dämonen im Bauch enthält.

## Textausgabe
- Frederic G. Kenyon: The Chester Beatty Biblical Papyri: Descriptions and Texts of Twelve Manuscripts on Papyrus of the Greek Bible. Emery Walker, London 1933.